# آلکس (بازیکن فوتبال، زاده ۱۹۹۰)
آلکساندر مادیروس دی آزیریدو (به پرتغالی: Alexssander Medeiros de Azeredo) مهاجم اهل برزیل است که در شهر São Gonçalo و در تاریخ ۲۱ اوت ۱۹۹۰ به دنیا آمده‌است.

## باشگاهی
از باشگاه‌هایی که در آن بازی کرده‌است می‌توان به باشگاه فوتبال بوتافوگو اشاره کرد.